# Diabrotica alboplagiata
Diabrotica alboplagiata es una especie de insecto coleóptero de la familia Chrysomelidae. Fue descrita en 1882 por Jacoby.